# Helga Lüdtke
Helga Lüdtke (geboren 1942 als Helga Müller in Barth/Vorpommern) ist eine deutsche Bibliothekarin und Autorin.

## Leben
Nach dem Abitur studierte Helga Lüdtke 1962 an der TH Hannover und von 1966 bis 1968 an der Ruprecht-Karls-Universität Heidelberg im Hauptfach Biologie. 1963 bis 1966 absolvierte sie an der Berliner Bibliothekarschule in der Amerika-Gedenkbibliothek Berlin (West) eine Fachhochschulausbildung als Diplom-Bibliothekarin. Von 1968 bis 1975 leitete sie die Bibliothek am Institut für Politikwissenschaft der Universität Tübingen, von 1988 bis 2004 war sie als Lektorin im Bereich Bestandsmanagement Naturwissenschaften an der Stadtbücherei Frankfurt am Main tätig.
Von 1974 bis 2017 arbeitete sie als Rezensentin und zeitweise Institutslektorin der Lektoratskooperation. Sie war 1980, 1993, 1994 und 1996 Mitglied der Jury zum Deutschen Jugendliteraturpreis und von 2003 bis 2007 Lehrbeauftragte an der Hochschule der Medien in Stuttgart, wo sie Seminare zu Online Information Services leitete. Außerdem arbeitete sie mit an der Internet Public Library (USA) und an der Deutschen Internetbibliothek. Sie forschte u. a. zum Frauenberuf Bibliothekarin, zum Kinder- und Jugendsachbuch, zur Sozialgeschichte Öffentlicher Bibliotheken (Deutschland, USA). 2021 erschien ihr Buch Der Bubikopf, das eine Kulturgeschichte einer weiblichen Kurzhaarfrisur entfaltet.
1968 heiratete sie Alf Lüdtke, 1972 Geburt einer Tochter.

## Werke

### Schriften
- Der Bubikopf. Männlicher Blick – weiblicher Eigen-Sinn. Göttingen: Wallstein, 2021. ISBN 978-3-8353-3954-5

- (als Herausgeberin): Leidenschaft und Bildung. Zur Geschichte der Frauenarbeit in Bibliotheken. Berlin: Orlanda Frauenverlag. 1. Auflage 1992. 2. Auflage 1993. ISBN 978-3-922166-79-5.

### Artikel (Auswahl)
- mit Elke Krüger: Die Hierarchie als Alltagserfahrung. Zur Lage der „nichtwissenschaftlichen Bediensteten“. In: Wem gehört die Universität. Untersuchungen zum Zusammenhang von Wissenschaft und Herrschaft anlässlich des 500jährigen Bestehens der Universität Tübingen. Im Auftr. der Autoren hg. von Martin Doehlemann. Lahn-Gießen: Anabas-Verl. 1977, S. 329–43.
- Von der „literarischen Suppenküche“ zur „Bildungsanstalt der Nation“. Soziale Intentionen der Bücher- und Lesehallen im Wilhelminischen Deutschland. Buch und Bibliothek 31(1979), H. 5, S. 409–26.
- mit Alf Lüdtke: "Anders lebt der Zar, anders der arme Mann in seinem Land". Zur "Alltagsgeschichte" in neueren Kinder- und Jugendbüchern. In: BuB - Forum Bibliothek und Information. BuB 36(1984) H. 9, S. 706–734
- Clean Hands, Clean Books, and Clean Minds: Children’s Reading Rooms in Germany. History Workshop Journal (1987), no 23, p. 174-182.
- Mütter ohne Kinder. Volksbibliothekarinnen während des Nationalsozialismus. In: Bibliotheken während des Nationalsozialismus. Hg. von Peter Vodosek und Manfred Komorowski. T. 1. Wiesbaden 1989 (Wolfenbütteler Schriften zur Geschichte des Buchwesens. Bd. 16), S. 423–441.
- Grenzen überschreiten – Die Faszination der Fremde. Frauen-Reise-Literatur in Vergangenheit und Gegenwart. BuB 47(1995), H. 7/8, S. 698–714.
- Spuren des „USA PATRIOT Act“ in amerikanischen Bibliotheken. In: Dritter Leipziger Kongress für Informatik und Bibliothek. Leipzig, 19. Bis 22. März 2007. Barbara Lison (Hg.). Wiesbaden 2007, S. 70–77. https://opus4.kobv.de/opus4-bib-info/frontdoor/index/index/year/2007/docId/334
- „It’s the cut that counts“ – Vidal Sassoons Architektur des Haares. Jahrbuch nmt netzwerk mode textil 2019, S. 34–43.[2]

### Übersetzungen (Auswahl)
- Eloise Greenfield, Lessie Jones Little: Aus unserer Kindheit. Erinnerungen aus drei Generationen. Hamburg: Dressler 1986. ISBN 978-3-7915-0762-0. (Originaltitel: Childtimes)
- Marion Dane Bauer: Der Angst hat, bist doch du. Aus dem Amerik. von Helga Lüdtke.  Erlangen: Boje-Verlag 1987. ISBN 978-3-423-78013-1[3] (Originaltitel: On my honor).